# Jürgen W. Falter

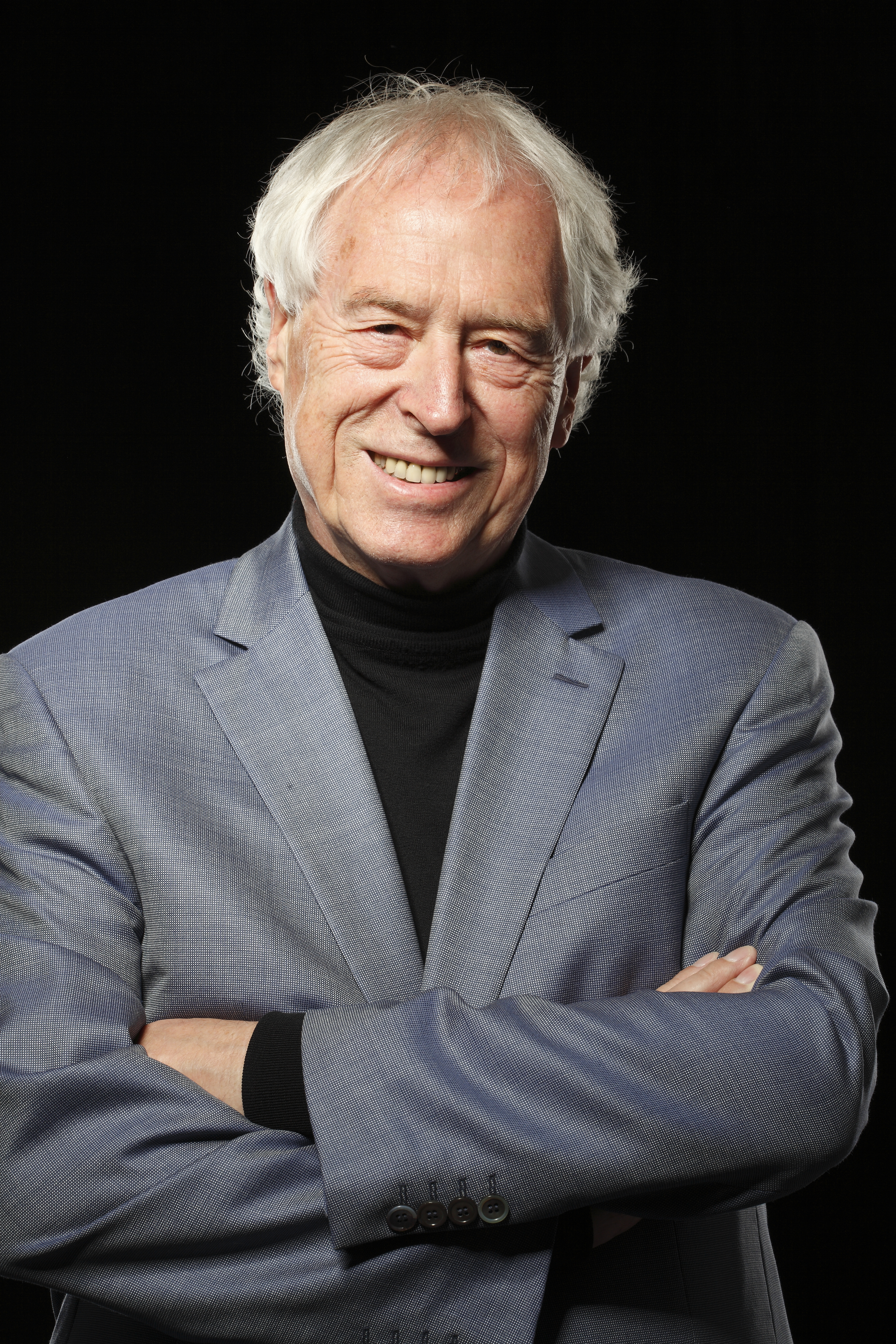
Jürgen W. Falter (2017)

Jürgen Wilfried Falter (* 22. Januar 1944 in Heppenheim an der Bergstraße) ist ein deutscher Politikwissenschaftler. Er bekleidete (ordentliche) Professuren an der Hochschule der Bundeswehr München (1973–1983), der Freien Universität Berlin (1983–1992) und der Johannes Gutenberg-Universität Mainz (1993–2012). Seit 2012 ist er Senior-Forschungsprofessor in Mainz. Von 2000 bis 2003 war er Vorsitzender der Deutschen Vereinigung für Politische Wissenschaft. Sein 1991 erschienenes Buch Hitlers Wähler wurde ein Standardwerk.

## Leben und Wirken
Der Sohn eines Arztes studierte nach dem Abitur 1963 von 1963 bis 1968 Politikwissenschaft, Neuere Geschichte und Germanistik an der Ruprecht-Karls-Universität Heidelberg und der Freien Universität Berlin. Nach dem Wechsel an das Berliner Otto-Suhr-Institut (Diplom 1968) wandte er sich der Wahlforschung und der quantitativen Sozialforschung zu.
1969/1970 besuchte er die University of California, Berkeley und die University of Michigan in Ann Arbor sowie das Inter-university Consortium for Political and Social Research. Zurück in Deutschland wurde er 1970 wissenschaftlicher Mitarbeiter bzw. Assistent am Institut für Theorie und Soziologie der Politik an der Rechts- und Wirtschaftswissenschaftlichen Fakultät der Universität des Saarlandes in Saarbrücken. Bei Karl Kaiser und Gerald Eberlein wurde er 1973 mit der Dissertation Faktoren der Wahlentscheidung. Eine wahlsoziologische Analyse am Beispiel der saarländischen Landtagswahl 1970 (summa cum laude) promoviert.
Zwischen 1973 und 1983 war er Professor für Methodologie der Sozialwissenschaften und für Politische Soziologie im Fachbereich Pädagogik der Hochschule der Bundeswehr München. 1977/1978 war er Kennedy Memorial Research Fellow am Center for European Studies der Harvard University. 1980/1981 war er Visiting Professor am Bologna Center der Johns Hopkins University in Bologna. Im Jahr 1981 habilitierte sich Falter bei Jürgen Domes an der Rechts- und Wirtschaftswissenschaftlichen Fakultät in Saarbrücken zum Behaviorismussstreit in der amerikanischen Politikwissenschaft von 1945 bis 1975.
Im Jahr 1983 übernahm Falter eine ordentliche Professur für Politikwissenschaft und Vergleichende Faschismusforschung an der FU Berlin, die er bis 1992 innehatte. Am dortigen Zentralinstitut für sozialwissenschaftliche Forschung war er auch Leiter des Arbeitsbereiches „Vergleichende Faschismusforschung“. Im gleichen Zeitraum lehrte er am Institut für Grundlagen der Politik. Von 1986 bis 1988 hatte er ein dreisemestriges Akademiestipendium der Stiftung Volkswagenwerk und wurde in Berlin dafür beurlaubt. 1992 war er Hill Visiting Professor am Department of Political Science und am Department of Sociology an der University of Minnesota in Minneapolis.
Im Jahr 1993 wechselte er an die Johannes Gutenberg-Universität Mainz, wo er bis 2012 den Lehrstuhl für Politikwissenschaft mit dem Schwerpunkt Politische Systeme und Innenpolitik innehatte. Schwerpunktmäßig beschäftigte er sich fortan mit politischem Extremismus. Im akademischen Jahr 1999/2000 war er Fellow am Wissenschaftskolleg zu Berlin. Seit 2012 leitet er die Senior-Forschungsprofessur zum Thema Die Mitglieder der NSDAP 1925–1945. Eine quantitative sozialhistorische Analyse an der Johannes Gutenberg-Universität Mainz. Zu seinen akademischen Schülern gehören unter anderem Kai Arzheimer, Martin Liepach und Kristina Schröder. Rainer Zitelmann war von 1987 bis 1992 sein wissenschaftlicher Assistent.
Von 1991 bis 1996 war er Mitglied des Wissenschaftlichen Beirats des Zentrums für Historische Sozialforschung und des Zentralarchivs für empirische Sozialforschung an der Universität zu Köln; von 1997 bis 2002 war er Kuratoriumsmitglied der Gesellschaft Sozialwissenschaftlicher Infrastruktureinrichtungen (GESIS). Von 1992 bis 1995 gehörte er der Kommission für den sozialen und politischen Wandel in den neuen Bundesländern an. 1993 wurde er Vorstandsmitglied und 1995/1996 Prodekan des Instituts für Politikwissenschaft in Mainz; von 2005 bis 2008 war er Dekan des Fachbereichs 2 (Sozialwissenschaften, Medien und Sport) an der Universität Mainz. Seit 2001 ist er korrespondierendes und seit 2013 ordentliches Mitglied der Akademie der Wissenschaften und der Literatur. 2007 wurde er Vorstand des Gutenberg Forschungskollegs und des Gutenberg Promotionskollegs.
1990 wurde er Consulting Editor der Zeitschrift Historical Social Research und wissenschaftliches Beiratsmitglied des Jahrbuchs Extremismus & Demokratie. Er war Referent des Veldensteiner Kreises zur Erforschung von Extremismus und Demokratie. Seit 2004 ist er Mitglied des wissenschaftlichen Beirats der Zeitschrift für Soziologie. Seit 2021 ist er Mitglied im Netzwerk Wissenschaftsfreiheit.
Falter, der Rufe nach Genf (1985) und Bonn (1999) ablehnte, engagierte sich auch in der Deutschen Vereinigung für Politische Wissenschaft (DVPW). Von 1994 bis 2000 war er stellvertretender Vorsitzender und von 2000 bis 2003 Vorsitzender der DVPW. Danach gehörte er von 2003 bis 2006 dem Beirat an. Langjährig war er auch Sprecher der Sektion Politische Soziologie und Leiter des dortigen Arbeitskreises Wahlen und politische Einstellungen. Ende Oktober 2013 trat Falter aus der DVPW aus; Hintergrund ist die Abschaffung des Theodor-Eschenburg-Preises sowie die vorhergegangene Diskussion um die Verstrickung Eschenburgs in das NS-Regime.
Einer breiteren Öffentlichkeit wurde er dadurch bekannt, dass er von Radio- und Fernsehsendern häufig als Wahl- und Parteienforscher zu Interviews oder Diskussionssendungen (unter anderem Sabine Christiansen) eingeladen wird.
2005 wurde ihm das Verdienstkreuz am Bande der Bundesrepublik Deutschland verliehen. 2022 wurde er zum Mitglied der Academia Europaea gewählt. 2023 veröffentlichte Falter seine Memoiren.

## Schriften (Auswahl)
Monografien
- „Manchmal etwas überheblich, aber noch nicht ganz unmöglich“. Erinnerungen aus acht Jahrzehnten. Nomos, Baden-Baden 2023, ISBN 978-3-7560-0682-3.
- Hitlers Wähler. Die Anhänger der NSDAP 1924–1933. Überarbeitete und erweiterte Neuauflage, Campus, Frankfurt/New York 2020, ISBN 978-3-593-51289-1 (Einleitung zur Neuauflage, S. 15–69)
- Hitlers Parteigenossen. Die Mitglieder der NSDAP 1919–1945. Campus, Frankfurt am Main 2020, ISBN 978-3-593-51180-1.
- Zur Soziographie des Nationalsozialismus. Studien zu den Wählern und Mitgliedern der NSDAP (= Historical Social Research. Supplement 25). GESIS, Köln 2013.
- mit Markus Klein: Wer wählt rechts? Die Wähler und Anhänger rechtsextremistischer Parteien im vereinigten Deutschland (= Beck'sche Reihe 1052). Beck, München 1994, ISBN 3-406-37442-5.
- Hitlers  Wähler. Beck, München 1991, ISBN 3-406-35232-4.
- mit Harro Honolka und Ursula Ludz: Politische Theorie in den USA. Eine empirische Analyse der Entwicklung von 1950–1980. Westdeutscher Verlag, Opladen 1990, ISBN 3-531-12119-7.
- Der „Positivismusstreit“ in der amerikanischen Politikwissenschaft. Entstehung, Ablauf und Resultate der sogenannten Behavioralismus-Kontroverse in den Vereinigten Staaten 1945–1975 (= Beiträge zur sozialwissenschaftlichen Forschung. Band 37). Westdeutscher Verlag, Opladen 1982, ISBN 3-531-11600-2 (Vollständig zugleich: Saarbrücken, Universität, Habilitationsschrift).
- Faktoren der Wahlentscheidung. Eine wahlsoziologische Analyse am Beispiel der Saarländischen Landtagswahl 1970 (= Schriftenreihe Annales Universitatis Saraviensis. Rechts- und Wirtschaftswissenschaftliche Abteilung. Band 71). Heymann, Köln u. a. 1973, ISBN 3-452-17713-0 (Dissertation Universität Saarbrücken,  Rechts- und wirtschaftswissenschaftlich Fakultät 1973).

Herausgeberschaften
- Junge Kämpfer, alte Opportunisten. Die Mitglieder der NSDAP 1919–1945. Campus Verlag, Frankfurt am Main u. a. 2016, ISBN 978-3-593-50614-2.
- mit Oscar W. Gabriel und Bernhard Weßels: Wahlen und Wähler. Analysen aus Anlass der Bundestagswahl 2005. VS, Verlag für Sozialwissenschaften, Wiesbaden 2009, ISBN 978-3-531-16413-7.
- mit Oscar W. Gabriel, Hans Rattinger und Harald Schoen: Sind wir ein Volk? Ost- und Westdeutschland im Vergleich (= Beck'sche Reihe 1656). Beck, München 2006, ISBN 3-406-52830-9.
- mit Harald Schoen: Handbuch Wahlforschung. VS, Verlag für Sozialwissenschaften, Wiesbaden 2005, ISBN 3-531-13220-2.
- mit Oscar W. Gabriel und Bernhard Weßels: Wahlen und Wähler. Analysen aus Anlass der Bundestagswahl 2002. VS, Verlag für Sozialwissenschaften, Wiesbaden 2005, ISBN 3-531-14137-6.
- mit Felix W. Wurm: Politikwissenschaft in der Bundesrepublik Deutschland. 50 Jahre DVPW. Westdeutscher Verlag, Wiesbaden 2003, ISBN 3-531-13815-4.
- mit Hans-Gerd Jaschke und Jürgen R. Winkler: Rechtsextremismus. Ergebnisse und Perspektiven der Forschung (= Politische Vierteljahresschrift. PVS. Sonderheft 27). Westdeutscher Verlag, Opladen 1996, ISBN 3-531-12928-7.

Sonstiges
- Autobiographische Anmerkungen. In: Jürgen W. Falter: Zur Soziographie des Nationalsozialismus. Studien zu den Wählern und Mitgliedern der NSDAP (= Historical Social Research. Supplement 25). GESIS, Köln 2013, S. 7–45.